# Zoborožec světlehlavý
Zoborožec světlehlavý (Rhabdotorrhinus leucocephalus) je druh zoborožce z rodu Rhabdotorrhinus, který se endemitně vyskytuje na filipínském ostrově Mindanao a jeho dvou menších satelitních ostrůvcích Camiguin Sur a Dinagat. 

## Systematika
Zoborožce světlehlavého formálně popsal v roce 1816 francouzský ornitolog Louis Pierre Vieillot jako Buceros leucocephalus. Druhové jméno leucocephalus pochází z řeckého leukokephalos, čili „světlehlavý“ (leukos = „hnědý“, -kephalos = „-hlavý“). Jedná se o monotypický taxon.
Druh se řadí do rodu Rhabdotorrhinus, avšak dříve se zařazoval do rodu Aceros i Rhyticeros. Nejbližším příbuzným zoborožce světlehlavého je zoborožec žlutobradý (Rhabdotorrhinus waldeni).

## Výskyt
Zoborožec světlehlavý se endemitně vyskytuje na Filipínách. Obývá ostrov Mindanao a jeho dva menší satelitní ostrůvky Camiguin Sur a Dinagat. Celková populace není známa, avšak v místě výskytu bývá popisován jako vzácný, na vhodných stanovištích jako relativně běžný. Habitat druhu tvoří původní nížinaté pralesy, nejčastěji mezi 300–1000 m n. m. Může však vystoupat až do 1100 m n. m.

## Popis

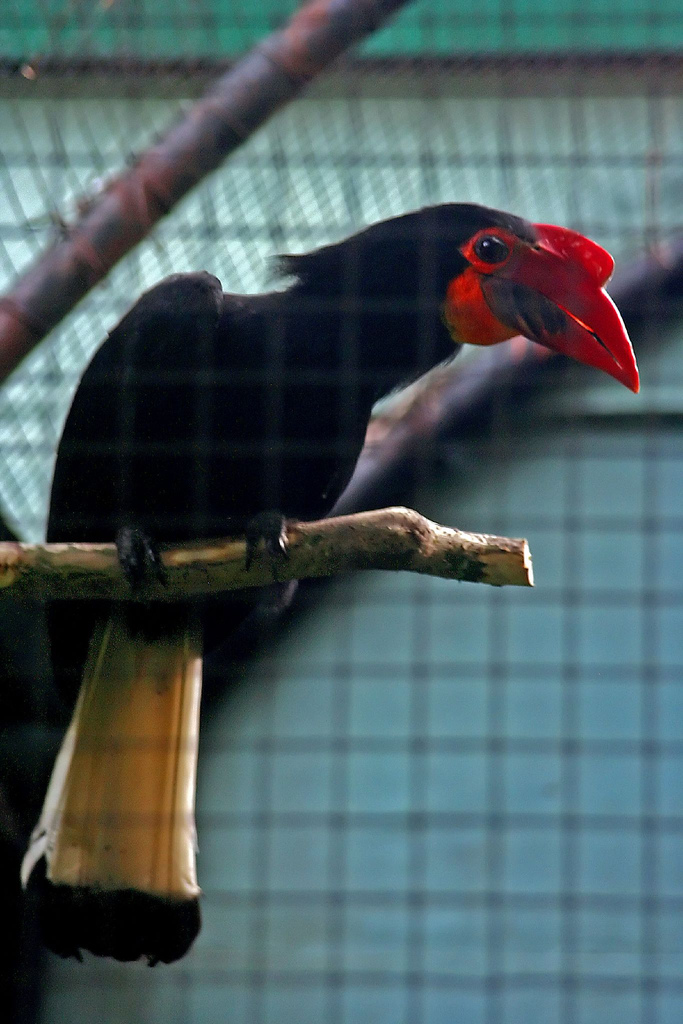
Samice lze na první pohled rozpoznat cele černě zbarveným krkem (fotografie z filipínské zoo)

Tento statný pták dosahuje délky těla kolem 60–65 cm, samec váží 1–1,3 kg. Samec a samice se vzhledově liší. Samec má korunku a zadní část hlavy tmavě hnědou, tělo a křídla jsou černá. Od tváří přes hrdlo a přední část krku po horní oblast hrudi je opeření čerstvě po přepeření bílé, avšak postupně se barví do krémova díky olejům vylučovaným z uropygiálních žláz. Ocas je černý s bílým koncem. Nejvýraznějším prvkem těla je mohutný červený zobák, na jehož první části horní čelisti je posazena vysoká zvrásněná přilbice. Spodní čelist má v první polovině hluboké modré a černé rýhy. Oblast kolem červených očí je neopeřená, sytě červená. Tato červená pokračuje dolů k výrazným hrdelním vakům, které jsou taktéž červené a neopeřené. Nohy jsou černé. Samice je oproti samci menší, její hlava a krk jsou černé, zobák je o něco světlejší a rýhy na dolní čelisti jsou hnědé.

## Biologie
Jedná se o stálý druh, avšak dovede se čile pohybovat napříč pralesem mezi hřadovištěm a potravními zdroji. Živí se hlavně ovocem, které sbírá vysoko v korunách stromů. Potravu si zpestřuje hmyzem chytaným za letu. Vyskytuje se v páru, někdy v menších hejnech a u potravních zdrojů se mísí s hejny  dvojzoborožce hnědavého (Buceros hydrocorax). Hnízdní návyky druhy jsou jen chabě prozkoumány. Zazděná samice byla pozorována v březnu, čerstvě vylétlá ptáčata v lednu. Samice v zajetí kladla 2 vejce a na hnízdě strávila 92 dní zazděná.

## Ohrožení
Mezinárodní svaz ochrany přírody (IUCN) považuje zoborožce světlehlavého za téměř ohrožený druh. Ohrožení zoborožce představuje hlavně kácení původních pralesů za účelem těžby dřeva a přeměny na zemědělskou půdu. Druh ohrožují i místní lovci, kteří zoborožce světlohlavé loví na maso a pro přímý prodej.